# إليزابيث مون
إليزابيث مون (بالإنجليزية: Elizabeth Moon) (و. 1945  م) هي ضابطة، وروائية، وكاتِبة، وكاتبة خيال علمي أمريكية، ولدت في ماكالين، تكساس.

## التعليم
تعلمت في جامعة رايس.

## الخدمة العسكرية
خدمت في قوات مشاة بحرية الولايات المتحدة.

## جوائز
حصلت على جوائز منها:
- جائزة نيبولا لأفضل رواية، عن عمل: Speed of Dark [الإنجليزية]‏ (2003)
- Compton Crook Award [الإنجليزية]‏ (1988).

## روابط خارجية
- إليزابيث مون على موقع ميوزك برينز (الإنجليزية)
- إليزابيث مون على موقع إن إن دي بي (الإنجليزية)